# Obręb ochronny
Obręb ochronny – forma ochrony miejsca stałego tarła oraz rozwoju narybku gromadnego zimowania, bytowania i przepływu ryb w Polsce. Obejmuje ona obszar wodny, w którym zabrania się połowu oraz czynności szkodliwych dla ryb, a w szczególności naruszania urządzeń tarliskowych, dna zbiornika i roślinności wodnej, uprawiania sportów motorowodnych i urządzania kąpielisk. 
Obręby ochronne ustanawia lub znosi zarząd województwa, w drodze uchwały, z urzędu albo na wniosek uprawnionego do rybactwa lub właściwego dyrektora regionalnego zarządu gospodarki wodnej. Obręb ochronny może być ustanowiony na czas nieokreślony albo na czas określony. Formę obrębu ochronnego określiła ustawa z dnia 18 kwietnia 1985 r. o rybactwie śródlądowym. 
Obręby ochronne są ustanawiane w ramach obwodu rybackiego.